# جولیان جینز

جولیان جینز (به انگلیسی: Julian Jaynes) (زاده ۲۷ فوریه ۱۹۲۰ - درگذشت ۲۱ نوامبر ۱۹۹۷) روان‌شناس آمریکایی بود که بیش از همه با کتابش با نام "خاستگاه آگاهی در فروپاشی ذهن دو جایگاهی"(۱۹۷۶) شناخته شده‌است. او در این کتاب به طرح این نظریه پرداخت که انسان‌های عصر باستان آگاهی نداشته‌اند، اما به جای آن، رفتار ایشان توسط توهمات شنیداری جهت داده می‌شده‌است.آنها این توهمات شنیداری را به عنوان صدای سرور، پادشاه یا خدایان تعبیر می‌کرده‌اند. جینز به طرح این مسئله پرداخت که تغییر از این روش تفکر (که آن را ذهن دوجایگاهی نامید) به آگاهی در دوره‌ای از قرون در حدود سه هزار سال پیش رخ داد که بر توسعهٔ زبان استعاری و پیدایش خط تکیه دارد.

## زندگی
جینز در نیوتون جنوبی در ماساچوست آمریکا به دنیا آمد و برای تحصیل وارد دانشگاه هاروارد شد. او لیسانس خود را از دانشگاه مک گیل و بعد از آن مدارک فوق لیسانس و دکترایش را از دانشگاه ییل گرفت. او در این سال‌ها از راهنمایی‌های فرنک بلیچ برخودار و دوست صمیمی ادوین جی بورینگ بود. در طول این مدت جینز توانست نتایج قابل توجهی در زمینهٔ رفتار حیوانات و اتالوژی (علم رفتارشناسی در جانوران) به دست بیاورد. بعد از دانشگاه ییل، جینز مدت زیادی را در انگلستان به بازیگری و نمایشنامه نویسی گذراند. بعداً جینز به آمریکا بازگشت و از سال ۱۹۶۶ تا سال ۱۹۹۰ چند واحد تدریس در دانشگاه پرینستون در رشتهٔ روان‌شناسی گرفت و بیشتر این مدت را به ارائهٔ کلاس مشهوری در زمینهٔ آگاهی پرداخت. او به عنوان یک سخنران هواخواهان زیادی داشت و مرتباً برای ارائهٔ کنفرانس‌های مختلف و به عنوان سخنران مهمان در دانشگاه‌های مختلف، از قبیل هاروارد- کلمبیا- کرنل- جان هاپکینز- روت جرز- دل هپزی- ولزلی- فلوریدا استیت- دانشگاه‌های نیو همپشایر- پنسیلوانیا- پرینس ادوارد آیلند- ماساچوست ات امهرست و بوستون هاربر، دعوت می‌شد. او در سال ۱۹۸۴ برای ارائهٔ سخنرانی جامع به سمپوزیم ویتگنشتاین در کیرشبورگ اتریش دعوت شد. او شش سخنرانی مهم در سال ۱۹۸۵ و نه سخنرانی مهم در سال ۱۹۸۶ ارائه داد. او در سال ۱۹۷۹ از کالج رود آیلند و در سال ۱۹۸۵ از کالج الیزابت تاون دکترای افتخاری دریافت کرد.

## انتقادات
نظریات جینز در مورد آگاهی و ذهن دوجایگاهی بسیار بحث‌برانگیز بود. اولین انتقادات توسط فیلسوفی به نام ند بلاک مطرح شد که اعتقاد داشت جینز پیدایش آگاهی با پیدایش مفهوم آگاهی را اشتباه گرفته‌است. به این معنی که، با توجه به گفته‌های بلاک، انسان‌ها همیشه آگاه بوده‌اند اما درکی از آگاهی نداشته‌اند، به همین دلیل هیچ گاه در مورد آن در نوشته هایشان صحبت نمی‌کرده‌اند. جینز و دنیل دنت این‌طور پاسخ دادند که بعضی چیزها مثل پول، توپ بیس بال یا آگاهی را نمی‌توان بدون داشتن درکی از آن‌ها داشت اما توضیح نداده اند که حیوانات چگونه در حالیکه هیچ درکی از مفهوم آگاهی ندارند دارای آگاهی هستند. اخیراً بحث‌های بلاک توسط فیلسوف آلمانی به نام جان اسلاتلز به صورت مشروح پاسخ داده شده‌اند.